# Jašagaike (film, 1979)
Jašagaike (japonsky 夜叉ヶ池, doslova „Jezero démonů“, v anglické distribuci Demon Pond) je japonský fantasy romantický film režiséra japonské nové vlny Masahira Šinody z roku 1979 na motivy stejnojmenné divadelní hry tradiční formy kabuki Kjóky Izumiho z roku 1913. Kvůli lokacím, kulisám a propracovaným kostýmům šlo o do té doby jeden z nejdražších japonských snímků. V hlavních rolích se představili herec ženských rolí Tamasaburó Bandó V., Cutomu Jamazaki a Gó Kató. Film byl v roce 2021 digitálně restaurován v rozlišení 4K a promítán na filmovém festivalu v Cannes a v roce 2024 vyšel v americké kolekci Criterion Collection na nosiči Blu-ray.

## Zápletka
Ve 30. letech 20. století botanik Jamasawa (Cutomu Jamazaki) cestuje během dovolené odloučeným vyprahlým japonským údolím. Na mapě ho zaujme otrávené „Jezero démonů“, kde, jak se dozvídá, podle legendy žije drak a obyvatelé musí třikrát denně zvonit na zvon, jinak povodní údolí spláchne. Na okraji vesnice naráží na přítele Akiru (Gó Kató), který před několika lety zmizel z Tokia, a jeho krásnou a tajemnou místní manželku Juri (Tamasaburó Bandó V.). Sběratel příběhů Akira, podobně jako Jamasawa, se do údolí dostal kvůli jezeru a po umírajícím starci (Džun Hamamura) převzal roli zvoníka. Původně realistický film se v polovině stylem přibližuje kabuki, objevují se v něm jókaiové a zvířata v lidské podobě – krab (Fudžio Tokita), kapr (Hisaši Igawa) a sumec (Norihei Miki), který jde s dopisem pro dračí princeznu (také Bandó) od jejího milého. Princezna touží odejít z jezera za ním, je ale vázána dohodou a dokud zvon zvoní, musí zůstat. Obyvatelé údolí toto považují za hloupou pověru, zároveň se ale rozhodnou Juri obětovat bohům, aby přišel déšť. Juri během šarvátky raději spáchá sebevraždu, Akira odmítne zazvonit a jediným přeživším následné ničivé povodně je Jamasawa.

## Obsazení
| Tamasaburó Bandó V. | Juri, dračí princezna Juki |
| Gó Kató             | Akira Hagiwara             |
| Cutomu Jamazaki     | Gakuen Jamasawa            |
| Kódži Nanbara       | kněz                       |
| Jacuko Tanami       | chůva                      |
| Hisaši Igawa        | kapr                       |
| Fudžio Tokita       | krab                       |
| Norihei Miki        | sumčí posel                |
| Megumi Išii         | Kamélie                    |
| Džun Hamamura       | zvoník Jatabei             |